# Forum Opéra

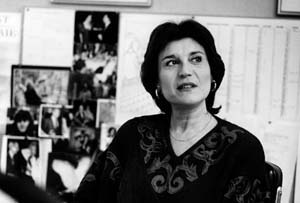
Renée Auphan nel 1988

Forum Opéra — noto anche come AAOL o Association des amis de l’opéra de Lausanne / Associazione degli amici del Teatro dell’Opera di Losanna — è un’associazione operistica svizzera che promuove l’opera lirica e il bel canto nella Svizzera romanda.

## Storia
Forum Opéra si basa sul diritto svizzero ai sensi degli articoli 60 e seguenti del codice civile svizzero del 10 dicembre 1907.
Creata il 17 agosto 1987, è presieduta dal suo fondatore, Georges Reymond, avvocato svizzero. È sponsorizzata dal mezzosoprano franco-svizzero Renée Auphan e dal tenore svizzero Éric Tappy.
Tra gli altri obiettivi, l’organizzazione si propone di sostenere e promuovere l’opera lirica in Romandia ed inoltre a Losanna.